# Князи (разъезд, Кировская область)
Князи́ — упразднённый в 2019 году населённый пункт (тип: железнодорожный разъезд) в Фалёнском районе Кировской области России. Входил в Фалёнское городское поселение.

## География
Находится в восточной части области, в подзоне южной тайги, на расстоянии примерно 8 километров по прямой на восток-юго-восток от районного центра поселка Фалёнки на железнодорожной линии Киров-Пермь..

## Климат
Климат характеризуется как континентальный, с продолжительно холодной многоснежной зимой и умеренно тёплым летом. Среднегодовая температура составляет 1,3 °C. Средняя температура воздуха самого тёплого месяца (июля) — 17,8 °C; самого холодного (января) — −14,7 °C. Среднегодовое количество атмосферных осадков составляет 555 мм. Снежный покров образуется в первой декаде ноября и держится в течение 162 дней.

## Топоним
Название Князи разъезд получил по близлежащей деревне Князи. В свою очередь, деревня известная с 1781 года и упразднённая в 1984 году, своё название получило от фамилии первых жителей — крестьян Князевых.
Первоначально именовался Разъезд № 12/Разъезд № 12 Перм. ж. д. (Список населённых мест Вятской губернии по переписи населения 1926 г.).
В 1939 году разъезд	Князи № 12 (Список населённых пунктов Кировской области 1939 г.). К 1943 году — разъезд Князи.

## История
Населённый пункт появился при строительстве железной дороги. В селении жили семьи тех, кто обслуживал железнодорожную инфраструктуру разъезда.
По результатам переписи в 1926 году учтено 7 дворов и 15 жителей. По переписи 1989 года учтено 6 жителей (1 мужчина, 5 женщин).
Снят с учёта 13.03.2019.

## Население
| 2010 |
| ---- |
| 0    |

## Инфраструктура
Было личное подсобное хозяйство.
Путевое хозяйство. Действует железнодорожная платформа Князи.

## Транспорт
Железнодорожный транспорт.
В пешей доступности — автодорога, связывающая с райцентром.